# Joelia Kavtaradze
Joelia Kavtaradze (Oekraïens: Юлія Кавтарадзе, Georgisch: იულია ქავთარაძე) (Georgië, 4 juni 1985) is een zangeres, actrice en model van Oekraïens-Georgische afkomst, vooral bekend van de Oekraïense band NikitA. Als kind van een Oekraïense moeder en een Georgische vader groeide ze op in de Georgische Zwarte Zee stad Batoemi, maar verhuisde op 6-jarige leeftijd met haar moeder naar Kiev in Oekraïne.
Ze was van 2008 tot 2011 onderdeel van de controversiële Oekraïense band NikitA, waarmee ze bekendheid verwierf. Eerder zong ze in het bandje А.Р.М.И.Я. In 2011 verliet ze NikitA omdat ze zich niet in de expliciete fotografie kon vinden, en richtte ze zich op acteer- en modellenwerk. Tot 2013 was ze enige tijd jurylid van de Georgische versie van het tv-programma 'Dancing with the Stars'. Kavtaradze heeft sinds medio 2008 een dochter uit een kortstondige relatie. Ze trouwde medio 2011 in stilte met een naar eigen zeggen constructeur, de status waarvan ze in 2013 in nevelen hulde. In voorjaar 2022 Kavtaradze naar Georgië vanwege de oorlog in Oekraïne.